# Алкова (Вайомінг)
Алкова (англ. Alcova) — переписна місцевість (CDP) в США, в окрузі Натрона штату Вайомінг. Населення — 34 особи (2020).

## Географія
Алкова розташована за координатами 42°33′12″ пн. ш. 106°43′46″ зх. д. / 42.55333° пн. ш. 106.72944° зх. д. (42.553322, -106.729437).  За даними Бюро перепису населення США в 2010 році переписна місцевість мала площу 3,23 км², з яких 3,13 км² — суходіл та 0,10 км² — водойми.

## Демографія
Згідно з переписом 2010 року, у переписній місцевості мешкало 76 осіб у 34 домогосподарствах у складі 21 родини. Густота населення становила 24 особи/км².  Було 53 помешкання (16/км²).
Расовий склад населення:
| - 90,8 % — білих - 5,3 % — осіб інших рас |

До двох чи більше рас належало 3,9 %. Частка іспаномовних становила 11,8 % від усіх жителів.
За віковим діапазоном населення розподілялося таким чином: 18,4 % — особи молодші 18 років, 61,9 % — особи у віці 18—64 років, 19,7 % — особи у віці 65 років та старші. Медіана віку мешканця становила 50,7 року. На 100 осіб жіночої статі у переписній місцевості припадало 85,4 чоловіків;  на 100 жінок у віці від 18 років та старших — 87,9 чоловіків також старших 18 років.

Цивільне працевлаштоване населення становило 0 осіб. 